# Gelis nocuus
Gelis nocuus là một loài tò vò trong họ Ichneumonidae.